# Pu (Linfen)
Pu (蒲县,  Pú Xiàn) ist ein Kreis der bezirksfreien Stadt Linfen in der chinesischen Provinz Shanxi. Er hat eine Fläche von 1.527 km² und zählt 95.679 Einwohner (Stand: Zensus 2020).
Der Dongyue-Tempel im Baishan (Baishan Dongyue miao 柏山东岳庙) steht seit 2001 auf der Liste der Denkmäler der Volksrepublik China.